# Tolga (Australia)
Tolga – miasto w Australii, w stanie Queensland.